# Toribio Ortega Ramírez
El General Toribio Ortega Ramírez fue un militar mexicano que participó en la Revolución mexicana.

## Juventud
Nació en Coyame, distrito de Iturbide, Chihuahua, el 16 de abril de 1870. Sus padres, Teodoro Ortega e Isidra Ramírez, se trasladaron a Cuchillo Parado, lugar donde Toribio se crio y convivió toda su infancia, pues allí realizó sus estudios primarios. A los catorce años trabajó como dependiente en una tienda propiedad de Mariano Sandoval en la Ciudad de México. Regresó a Cuchillo Parado en 1896, estableciéndose como pequeño comerciante. Desde entonces se manifestó en contra del caciquismo de los Creel y los Terrazas, a nivel Chihuahua; de Ezequiel Montes en su pueblo y en contra de las supuestas anticonstitucionales jefaturas políticas.

## Maderismo
Adversario del régimen de Porfirio Díaz, fue presidente del Club Antirreeleccionista de Cuchillo Parado, que apoyó la fórmula Madero-Vázquez Gómez en contra de la de Díaz-Corral. Fue el primero en levantarse en armas contra Porfirio Díaz. El 14 de noviembre de 1910, al frente de 70 soldados -en su mayoría desarmados pues eran campesinos- tomó Cuchillo Parado. Se alió al jefe del movimiento maderista en Chihuahua, Abraham González, bajo las órdenes directas de Pascual Orozco, con quien participó en el combate de Ojinaga y en la toma de Chihuahua. Alcanzó el grado de teniente coronel. A la firma de los tratados de Ciudad Juárez regresó a su pueblo y reanudó sus antiguas actividades comerciales.

## Campaña orozquista

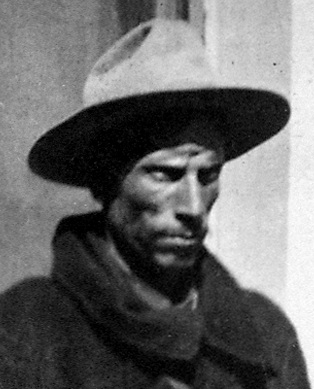
Toribio Ortega en 1913

Volvió a las armas en 1912 para combatir a las fuerzas orozquistas que se habían rebelado contra Francisco I. Madero; operó al frente de 180 soldados, integrado a las fuerzas del militar federal Agustín Sanginés con quien combatió en distintos frentes del estado de Chihuahua tales como Cuesta del Gato, Cuchillo Parado y Coyame; participó en la Batalla de Bachimba, donde Victoriano Huerta aniquiló por completo al orozquismo. Por méritos en campaña fue ascendido a Coronel.

## Villismo

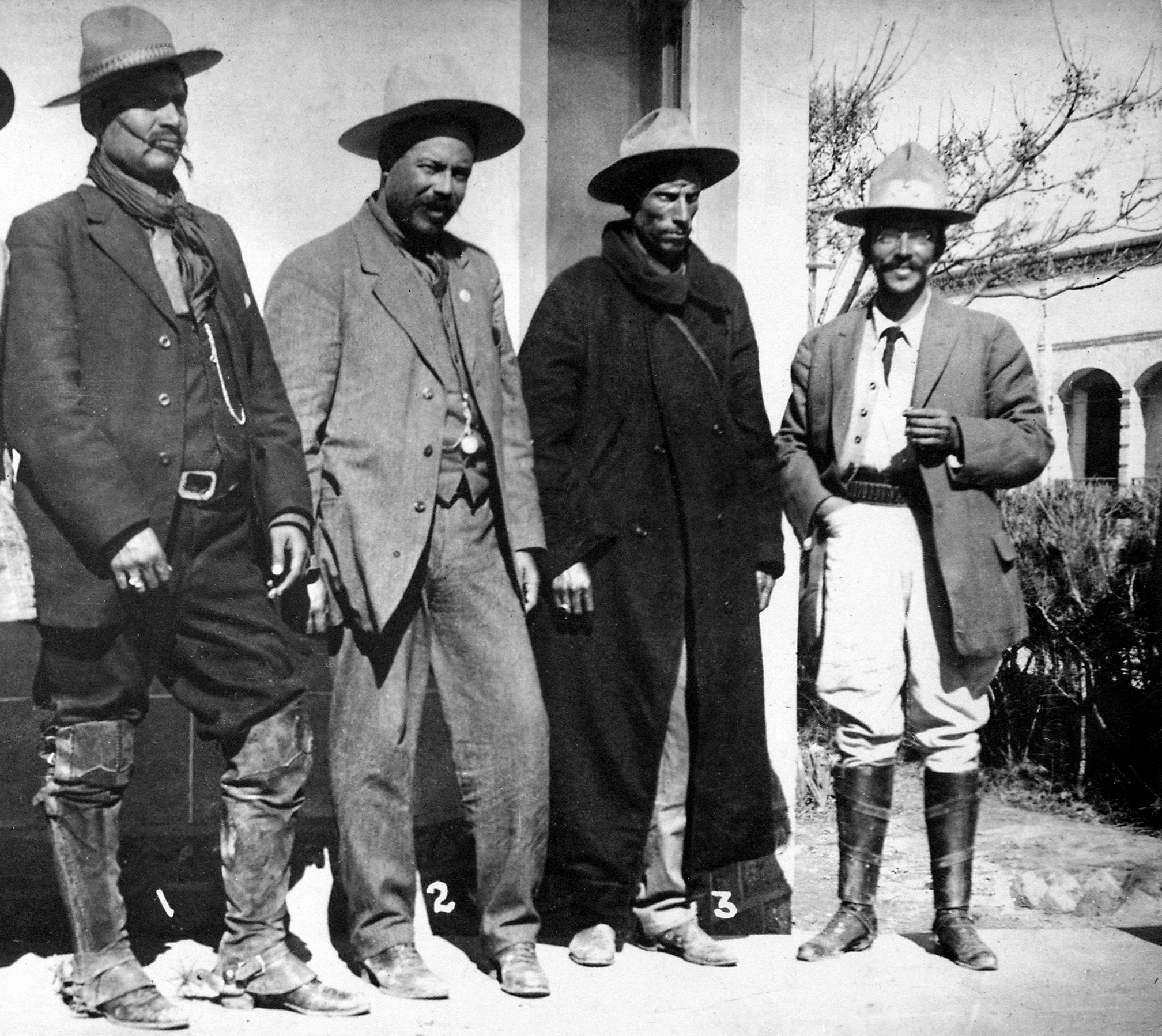
Rodolfo Fierro, Pancho Villa, Toribio Ortega y Juan Medina en 1913

Regresó a su pueblo por poco tiempo, pues retomó las armas a raíz de la Decena Trágica y el movimiento constitucionalista. Se incorporó a las fuerzas que comandaba Francisco Villa en San Buenaventura, Chihuahua, y fue nombrado segundo al mando de su brigada. Hizo campaña en su estado, participando en las batalla de San Andrés, Ciudad Camargo, Avilés y muchas otras. Al poco tiempo organizó y jefaturó la Brigada "González Ortega", de la División del Norte constitucionalista. Con ella participó en el ataque de Chihuahua, la toma de Ciudad Juárez y las batallas de Tierra Blanca y Ojinaga. En la toma de Torreón, ya con el grado de general brigadier, desempeñando importante función; desde entonces se consolidó como uno de los hombres más importantes del villismo. Ante la escisión revolucionaria de finales de 1914 continuó al lado de Francisco Villa. Realizó campaña militar por San Pedro de las Colonias, Saltillo, Monterrey y Zacatecas. 

### Muerte
Enfermó seriamente y Francisco Villa tomó la decisión de enviarlo a la ciudad de Chihuahua, donde murió en 1914, a causa de la tifoidea.